# Bisdom Gurk

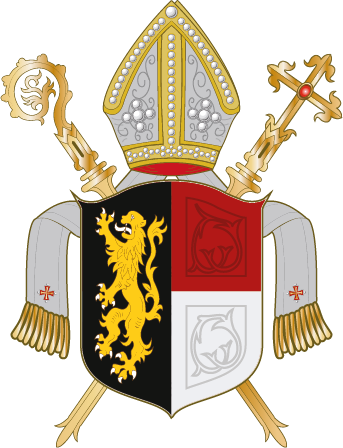
bisdom Gurk

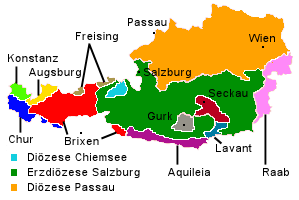
Omvang na 1131 (grijs)

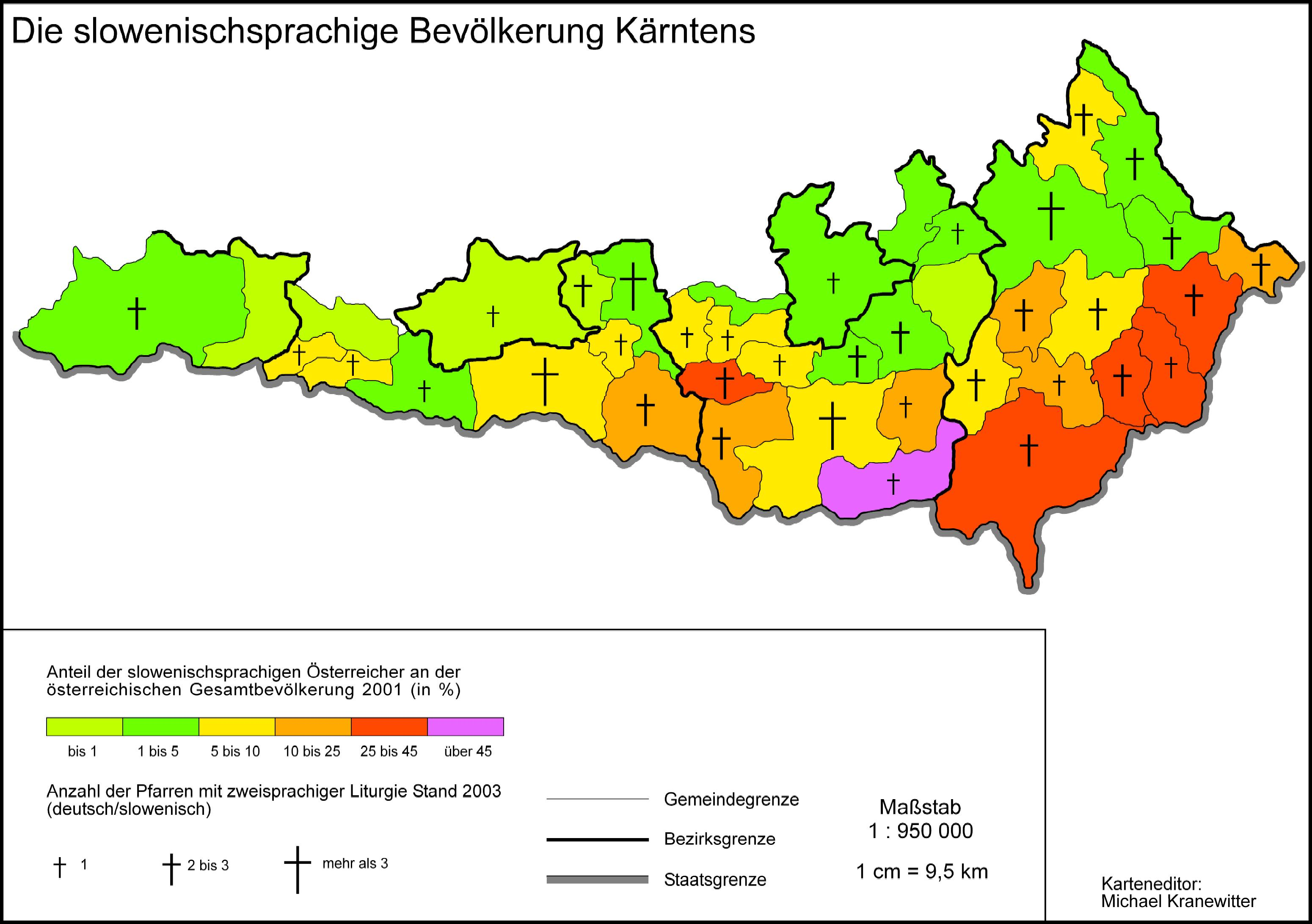
parochies in Karinthië met tweetalige liturgie

Het bisdom Gurk-Klagenfurt (Latijn: Dioecesis Gurcensis, Sloveens Krška škofija) (tegenwoordig ook als de “Katholieke Kerk van Karinthië” optredend) is een rooms-katholiek bisdom dat deel uitmaakt van de kerkprovincie Salzburg in Oostenrijk. De bisschopszetel bevindt zich in Klagenfurt. Het gebied van het bisdom omvat tegenwoordig het bondsland Karinthië. In het zuidelijk deel van het bisdom woont een aanzienlijke hoeveelheid Sloveenstaligen. Daarom zijn de centrale bisdomsinstellingen tweetalig. In 69 parochies is Zuid-Karinthië is het Sloveens naast het Duits de taal van de liturgie.

## Geschiedenis
Het bisdom werd in 1072 als eerste  Salzburger eigenbisdom gesticht. Zetel van de bisschop was Gurk. Als materiële basis diende een door aartsbisschop Gebhard opgeheven nonnenklooster (Stift Gurk), dat door gravin Hemma van Gurk was gesticht. Hemma geldt daarom als een van de stichtsters van het bisdom. Als eerste bisschop werd Günther von Krappfeld gewijd. De bisschop van Gurk zou van het aartsbisdom Salzburg afhankelijk zijn en voor de aartsbisschop als vicaris fungeren. Pas in 1131 werd er een klein bisdom gevormd. Door middel van een groots opgezette oorkondevervalsing werd er geprobeerd uit de afhankelijkheid van Salzburg te ontsnappen, wat echter mislukte. Een langdurig proces om het bisdom werd er gevoerd op het Concilie van Bazel.
Zetel van de bisschoppen van Gurk was eeuwenlang slot Straßburg (tot 1783), daarna voor korte tijd slot Pöckstein. In het kader van de kerkhervormingen van keizer Jozef II werd in 1787 de bisschopszetel naar Klagenfurt verlegd en werd het bisdom aanzienlijk vergroot: door het aartsbisdom Salzburg werden 96, door het aartsbisdom Görz werden 56, door het bisdom Laibach werden 5 en door het bisdom Lavant 1 parochie afgestaan. Toen in 1859 de zetel van het bisdom Lavant naar Marburg an der Drau werd verlegd, kwam het Lavantdal bij het bisdom Gurk; sindsdien vallen de bisdomsgrenzen van Gurk samen met de grenzen van het bondsland Karinthië. 